# Chris Cortez
Christopher Michael „Chris“ Cortez (* 24. července 1988, Mission Viejo) je americký fotbalista mexického původu hrající za 1. FK Příbram v 1. české lize. Mimo Spojené státy působil na klubové úrovni v Thajsku, Dánsku a Česku.

## Klubová kariéra
S fotbalem začínal na školní úrovni na Trabuco Hills High School, a později hrál jeden rok univerzitní ligu za California Golden Bears. Následně přestoupil do juniorských týmů CD Chivas USA, kde v květnu 2011 podepsal první profesionální smlouvu. V Major League Soccer debutoval 16. května 2011 na hřišti New York Red Bulls. V MLS odehrál celkem 9 zápasů ve dvou měsících, poté už příležitost nedostal. V únoru 2012 s ním Chivas vypověděli smlouvu. Cortez podepsal smlouvu s druholigovým Orange County SC, kde v 66 zápasech vstřelil 20 gólů. V roce 2016 přestoupil do Arizona United FC, které se v listopadu 2016 přejmenovalo na Phoenix Rising FC. V sezoně 2018 nastřílel 19 gólů, čímž vytvořil klubový rekord. I přesto se ale rozhodl v klubu nepokračovat, zvolil cestu exotického zahraničního angažmá, podepsal v thajském klubu Chonburi FC. V klubu ale neodehrál jediný zápas a byl odeslán na hostování do druholigového Ayutthaya United FC. V srpnu 2019 podepsal jako volný hráč v dánském druholigovém Helsingøru. V září 2020 podepsal jako volný hráč v Příbrami. Debut v 1. české lize odehrál 12. září 2020 v utkání 3. kola ligy proti Opavě.